# 宗像村
宗像村（むなかたむら）は、千葉県印旛郡に存在した村。現在の印西市東部（旧・印旛村地区）に位置している。村の南部には印旛沼がある。

## 沿革
- 1889年（明治22年）4月1日 - 町村制施行に伴い、岩戸村、師戸村、鎌苅村、大廻村、造谷村、吉田村が合併し成立。
- 1955年（昭和30年）3月10日 - 六合村と合併して印旛村となり消滅。
- 2010年（平成22年）3月23日 - 印旛村が印西市に編入。